# Christin Johansson
Christin Johansson (født 1975 i Sverige) er en svensk kunsthåndværker. Hun er bl.a. uddannet på Kunstakademiets Designskoles Glas- og Keramikskolen på Bornholm, hvor hun studerede fra 1999 til 2002. Hun bor og underviser i dag på Kunsthøjskolen i Holbæk, hvorfra hun også arbejder.

## Kunstnerisk praksis
Christin Johansson kalder sig selv for kunsthåndværker eller nogen gange for keramisk kunstner, og arbejder som udgangspunkt med keramik som materiale. Hendes kunst har ofte formen af performative installationer hvor beskueren bliver inviteret ind i et kunstnerisk historiefortællende univers. I sine seneste værker har hun skabe et alter ego ved navn Augustine Adler.

## Udstillinger
Christin Johansson har udstillet både i ind- og udland. Hun har haft soloudstillinger på Me Ro, København (2004), Gallery Puls, Bruxelles, Belgien (2005), J.R. Konsthall, Linköping, Sverige (2006), Made and Found: Gallery C" PWS, Jingdezhen, Kina (2007), Køppe Gallery, København (2008), Gallery Blås & Knåla, Stockholm (2010) og på Copenhagen Ceramics, København (2012).

## Gruppeudstillinger
- Bornholms Kunstmuseum, Gudhjem 2002
- Forårsudstillingen, Charlottenborg, København 2003
- Network Europe, Middelfart 2003
- Talent, München, Tyskland 2003
- Kunstnernes Efterårsudstilling, København 2003
- Kunstnernes Sommerudstilling, Tistrup 2004
- Kunstindustrimuseet, København 2004
- 40. Keramik & Skulptur Symposium, Polen 2004
- Keramik Under Jorden, København 2004
- Kunstnernes Efterårsudstilling, København 2004
- Kunsthåndværk & Design Biennale, Trapholt og Nordjyllands Kunstmuseum 2004
- Ceramic Centre Tiendschuur, Tegelen, Holland 2005
- Gallery Blås & Knåda, Stockholm, Sverige 2006
- Ôstergötland Museum, Linköbing, Sverige 2006
- 1. International Contemporary Ceramics Competition, Euskadi, Spanien 2006
- Svanekegården, Svaneke 2006
- Bomuldsfabriken Kunsthall, Norge 2007
- Everything is Flux, Drud & Køppe, København 2007
- Functional Art, Drud & Køppe, Københacn 2007
- Think Tank, Gmunden, Østrig 2007
- Think Tank, Caa Gallery, London, England 2008
- Think Tank, Handwerksmesse München, Tyskland 2008
- Think Tank, Gustavsberg Konsthall, Stockholm, Sverige 2008
- Mind Kraft, Milano, Italien 2008
- Art Copenhagen, Køppe Gallery, København 2008
- Kunsthåndværk & Design Biennalen, Trapholt og Nordjyllands Kunstmuseum 2009
- Mind Kraft, Milano, Italien 2009
- Galleri Gl. Lejre, Lejre 2009
- Galleri Wolfsen, Aalborg 2010
- Grønbechs Gård, Hasle 2010
- Biennale Internationale de Vallauris, Vallauris, Frankrig 2010
- Taiwan Ceramic Biennal, Yingge Ceramic Museum, Taiwan 2010
- Keramik I tre generationer, København 2010
- Helenbeck Gallery, Paris, Frankrig 2010 & 2011
- Helenbeck Gallery, Nice, Frankrig 2011
- Crafts & Design Biennial, Kolding 2011
- Alt_cph 11 Copenhagen´s alternative art fair for artist-run spaces and organisations, København 2011
- Inhabitants, Copenhagen ceramics, København 2012
- Tales of Another Identity, Larmgalleri, København 2013
- Chateauroux biennale céramique, Chateauroux, Frankrig 2013
- Crafts & Design Biennial, København 2013
- Superobjekt edition one, København 2013
- Fantastic Tales: Danish Contemporary Ceramics at The Ceramic House, Brigthon, Storbritannien 2014
- Makers of Today Arts+Crafts II, Aalborg 2014
- Zwinger und ich, Bomuldsfabriken Arendahl, Norge 2015
- Galleri5000, Brandts 13 Odense, 2015
- Visiting Artist: Sisters Academy Malmö, Sverige 2015